# 74e régiment d'infanterie de Pennsylvanie
Le 74th Pennsylvania Volunteer Infantry était un régiment d'infanterie qui faisait partie de l'armée de l'Union pendant la guerre civile américaine. C'était l'un des nombreux régiments entièrement allemands de l'armée américaine, notamment présents au sein du XIe corps de l'armée du Potomac. Le bilan de ses actions au combat fut entaché par la mauvaise tenue générale de l'ensemble du corps à Chancellorsville et Gettysburg, lorsqu'il fut dérouté par les attaques des confédérés.

## Organisation
Les volontaires du régiment furent recrutés en août et septembre 1861, principalement parmi les immigrants allemands récents et citoyens issus de descendants allemands. Il fut officiellement constitué à la mi-septembre sous le nom de 35th Pennsylvania Infantry Regiment au Camp Wilkens, près de Pittsburgh. Le 22 septembre, le 35e fut envoyé en garnison à Washington, DC Cependant, en raison d'intrigues internes survenues alors que son premier colonel, Alexander Schimmelfennig, était malade, il perdit cette désignation. Ses hommes étaient dans l'incertitude jusqu'à  ce que les pouvoirs de Pittsburgh et Philadelphie réussissent à convaincre le Département américain de la Guerre de réintégrer le colonel. Le régiment fut ensuite rebaptisé le 74th Pennsylvania Volunteer Infantry Regiment. Mais ses hommes continuèrent à être connus et désignés comme ceux du «German Regiment» (le régiment allemand) ou «1st German Regiment». 
Les compagnies provenaient des comtés suivants :  
- Compagnie A Columbia et Wyoming
- Compagnie B Pittsburgh
- Compagnie C Northumberland
- Compagnie D Snyder et comtés de l'Union
- Compagnie E Northumberland County 
- Compagnie F comtés de l'Indiana et de Westmoreland
- Compagnie G comtés d'Adams et de Berks
- Compagnie H Inconnue 
- Compagnie I Pittsburgh
- Compagnie K Allegheny et Philadelphia

## Première année - 1862
Le 74e d'infanterie reçu son drapeau le 5 mars 1862, alors qu'il bivouaquait aux environs de Whasington, DC. Le représentant Robert McKnight présidait alors la cérémonie. Le régiment participa à la "marche de la boue" à Virginia's Shenandoah Valley au printemps de 1862, dans l'opération dirigée contre le général Stonewall Jackson.
La première bataille importante à laquelle il participa fut Cross Keys. Le 74e était à l'extrême gauche des lignes de l'Union, où il fut engagé dans une bataille houleuse au cours de la dernière partie de la journée. Six hommes furent tués et 13 autres blessés.  
Sa deuxième bataille eut lieu à Freeman's Ford, lorsque Schimmelfennig poussa son régiment à contourner les forces confédérées. L'ennemi fit volte-face contre le 74e, forçant le régiment à battre en retraite. 12 hommes furent tués, 37 blessés et 3 se noyèrent en tentant de traverser la rivière pour revenir dans les limites de l'Union. 16 hommes furent aussi portés disparus. C'est au cours de cette bataille que le brigadier général Henry Bohlen fut tué. Le colonel Schimmelfennig fut alors promu à sa place. 
Les jours suivants, le régiment participa aux batailles de Sulphur Springs et de Waterloo Bridge avant de rejoindre l'armée du Potomac pour la campagne de Virginie du Nord. Il participa à des combats acharnés à Second Bull Run. Lorsque le régiment revint dans la région de Washington DC, il changea alors de chef. Le Maj. Adolph von Hartung, promu colonel, en prit la tête. Le régiment était alors en cantonnement près du palais de justice de Stafford. C'est à ce moment que certains de ses hommes, malades, furent soignés au XI Corps Reserve Hospital de Fairfax, Virginie. Aujourd'hui, ce bâtiment historique, avec des graffitis de soldats de l'Union sur les murs, est connu sous le nom de Maison Blenheim. Quatre membres du 74e firent partie de ceux qui décorèrent ces murs. 

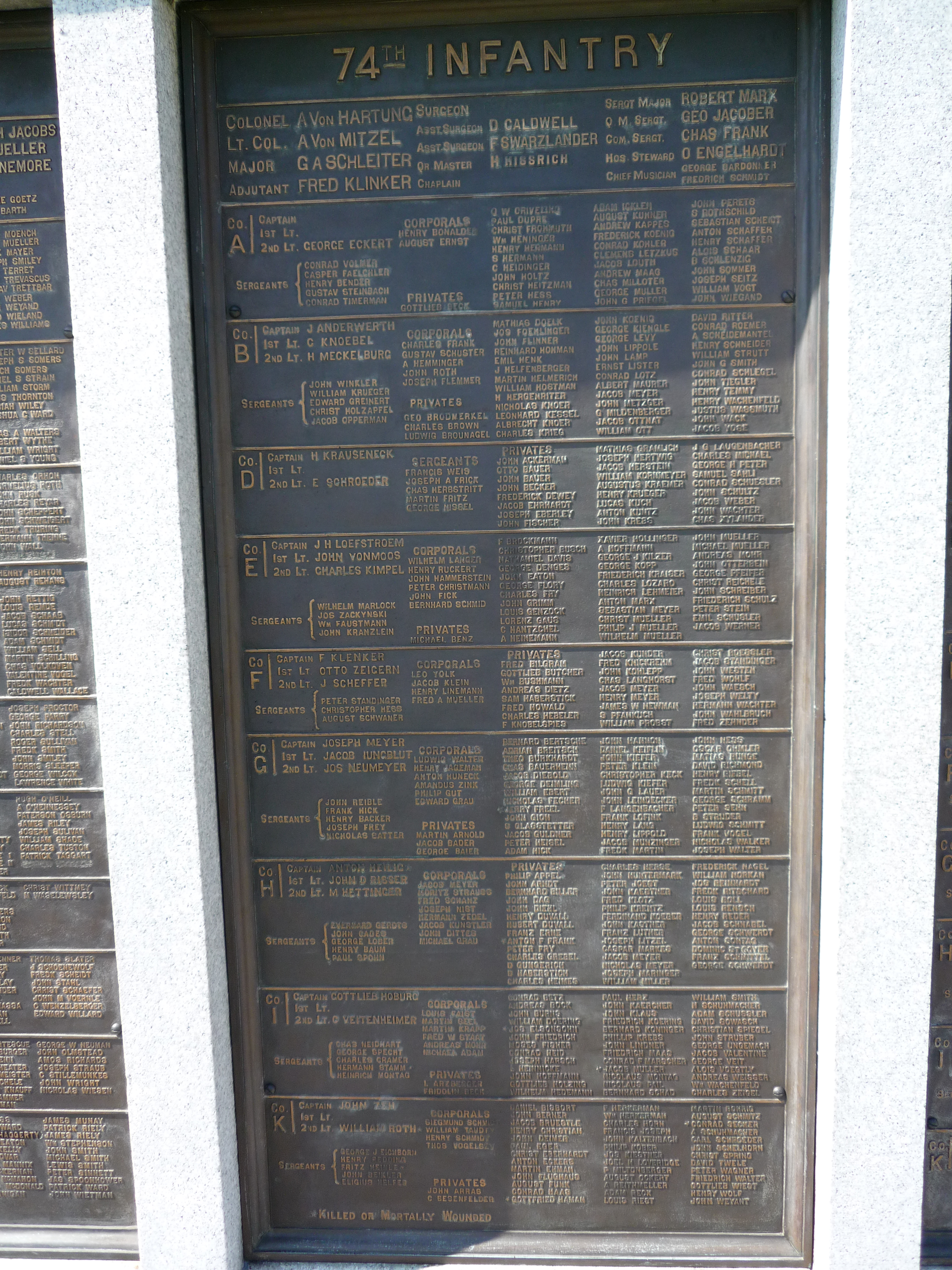
Plaque du 74e d'infanterie à Gettysburg, PA

## Année 1863
Pendant les premiers moments de la bataille de Chancellorsville en mai 1863, le 74e faisait partie des troupes du XIe corps qui furent surprises dans le camp par l'attaque du flanc du Jackson's Corps. Une seconde retraite eut lieu à Gettysburg, où le régiment fut poussé dans les rues jusqu'à Cemetery Hill lorsque la brigade se retira. Sur les 381 officiers et hommes de troupe, le 74e perdit 10 hommes, eu 40 blessés et 60 capturés ou disparus. 
Avec le reste des troupes épuisées de la brigade Schimmelfennig, peu de temps après Gettysburg, le 74e fut définitivement transféré de l'armée du Potomac à celle de la Caroline du Sud. Il participa alors à plusieurs combats dans les marais pendant les opérations pour prendre Charleston. 

## Service final
Le régiment fut démobilisé en août 1865. 

## Victimes
- Mort : 2 officiers, 39 hommes de troupe
- Décédé des suites de blessures: 0 officier, 19 hommes de troupe
- Décédé des suites d'une maladie ou d'autres facteurs: 1 officier, 71 hommes de troupe
- Blessé: 9 officiers, 129 hommes de troupe
- Capturé ou porté disparu: 4 officiers, 128 hommes de troupe
- Total des pertes: 16 officiers, 386 hommes de troupe

## Remarques
1. ↑  74th PA Volunteers
2. ↑  John Taylor, p. 426.
3. ↑  Busey & Martin.

## Voir également
- Volontaires militaires étrangers
- Liste des unités de la guerre civile de Pennsylvanie